# The Military Intelligence Museum
The Military Intelligence Museum (kurz Mil Intel Museum, deutsch etwa „Militärnachrichtendienst-Museum“) ist ein Museum in Chicksands in der ostenglischen Grafschaft Bedfordshire. Es befindet sich unweit der Chicksands Station, einem ehemaligen Militärstützpunkt mit einer wichtigen Funkabhörstelle (Y-Dienst) des britischen Geheimdienstes.
Unter dem Motto Sharing the Secret („Das Geheimnis teilen“) präsentiert das Museum die Geschichte des britischen Militärgeheimdienstes seit der Zeit der napoleonischen Kriege. Die Ausstellung illustriert anhand von authentischen Exponaten Taktik, Technik und Ausrüstung von Agenten sowie exemplarisch einige ihrer Lebensgeschichten.
Der Besuch ist nach Voranmeldung bei freiem Eintritt möglich.

## Geschichte

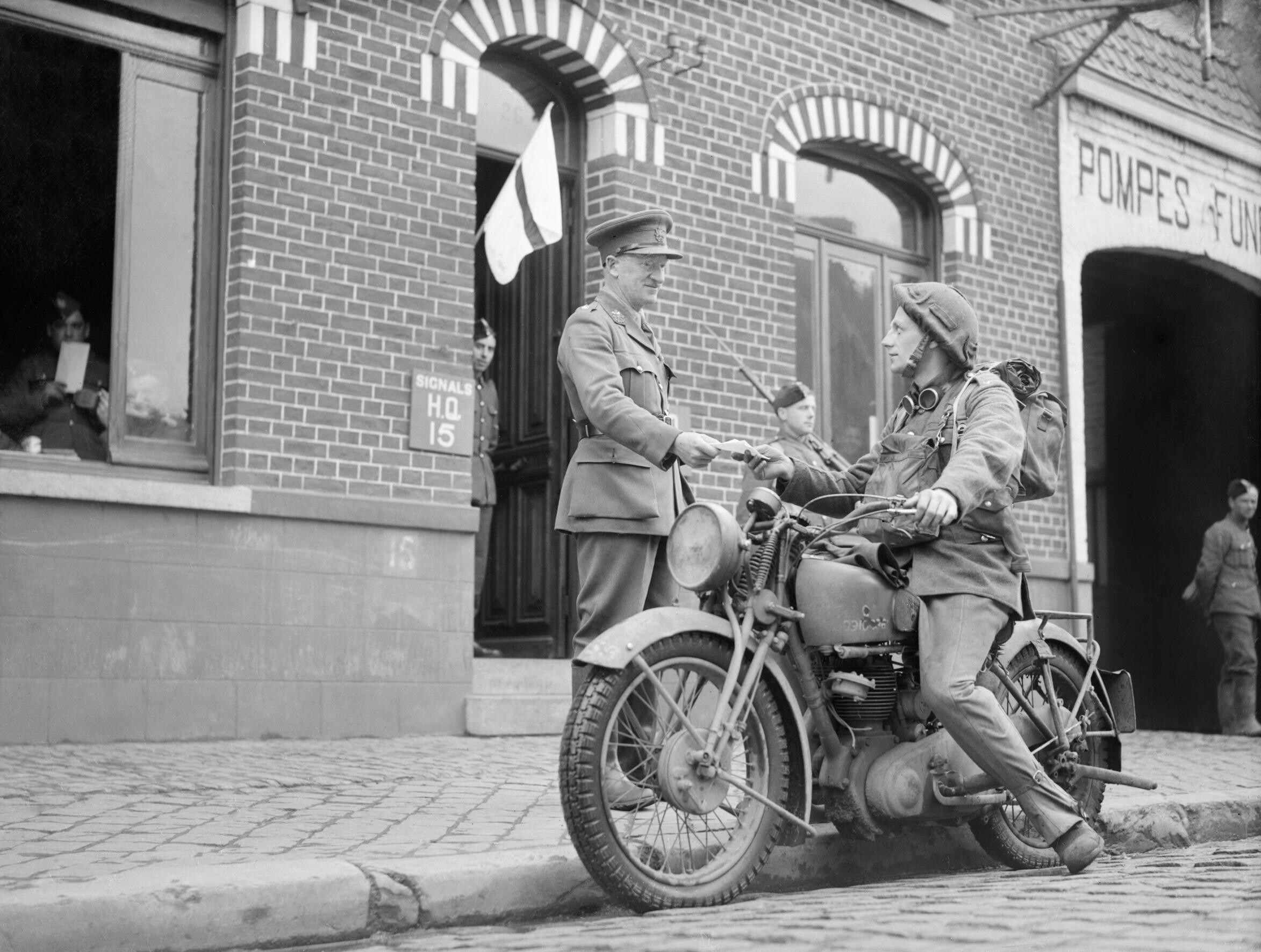
Britischer Despatch Rider auf einer Norton WD16H (1939).

Das Museum wurde 1969 unter dem Namen Intelligence Corps Museum gegründet. Das britische Intelligence Corps (deutsch etwa „Nachrichtenaufklärungs-Korps“) ist seit seiner Gründung im Jahr 1940 die zentrale Säule des militärischen Nachrichtendienstes der Streitkräfte des Vereinigten Königreichs mit seinen drei Teilstreitkräften, der British Army, der Royal Navy und der Royal Air Force.
Das Museum beherbergt eine Vielzahl spezieller Spionagewerkzeuge, die dazu gedient haben, Informationen zu sammeln, zu analysieren, zu interpretieren und weiterzuleiten. Dazu gehören Spionagekameras und Agentenfunkgeräte. Zu sehen ist beispielsweise ein Kurzwellenempfänger National HRO. Ein besonderes Ausstellungsstück ist ein originales Motorrad (Modell WD16H) der Firma Norton Motorcycles, das während des Zweiten Weltkriegs von britischen Kradmeldern genutzt wurde, um Nachrichten zu transportieren.